# Jodikasinayakanahalli, Sandur
Jodikasinayakanahalli là một làng thuộc tehsil Sandur, huyện Bellary, bang Karnataka, Ấn Độ.